# باول شنايدر (رسام)
باول شنايدر (بالألمانية: Paul Schneider)‏ هو رسام ألماني، ولد في 6 مارس 1884 في بلاوين في ألمانيا، وتوفي في 1969.